# Dezső Wein
Dezső Antal Wein (Budapest, 19 gennaio 1873 – Budapest, 5 giugno 1944) è stato un ginnasta ungherese.

## Carriera
Partecipò alle gare di ginnastica ritmica delle prime Olimpiadi moderne che si svolsero ad Atene nel 1896 pur non conseguendo risultati particolari. 
Prese parte a quattro diverse discipline, trave, anelli, parallele e volteggio, senza alcun piazzamento di livello.